# Quincerot (Yonne)
Quincerot ist eine französische Gemeinde mit 52 Einwohnern (Stand: 1. Januar 2022) im Département Yonne in der Region Bourgogne-Franche-Comté (vor 2016 Bourgogne) im Osten Frankreichs. Die Gemeinde gehört zum Arrondissement Avallon und zum Kanton Tonnerrois (bis 2015 Cruzy-le-Châtel). 

## Geografie
Quincerot liegt etwa 56 Kilometer ostnordöstlich von Auxerre. Im Ortsgebiet, beim Waschhaus, entspringt das Flüsschen Landion, versickert nach etwa 250 Metern jedoch wieder im Untergrund. Umgeben wird Quincerot von den Nachbargemeinden Étourvy im Norden und Westen, Villiers-le-Bois im Norden und Osten, Arthonnay im Süden und Osten sowie Trichey im Süden und Südwesten.

## Bevölkerungsentwicklung
| Jahr                      | 1962 | 1968 | 1975 | 1982 | 1990 | 1999 | 2006 | 2013 |
| ------------------------- | ---- | ---- | ---- | ---- | ---- | ---- | ---- | ---- |
| Einwohner                 | 105  | 107  | 86   | 84   | 69   | 54   | 71   | 56   |
| Quelle: Cassini und INSEE |      |      |      |      |      |      |      |      |

## Sehenswürdigkeiten
- Kirche Saint-Barthélemy